# Populus guzmanantlensis
Populus guzmanantlensis és una espècie de pollancre que és endèmica de Mèxic. És planta nativa de la Sierra de Manantlán de Jalisco.